# Łukówiec (Otwock)
Pour les articles homonymes, voir Łukówiec.
Łukówiec (prononciation : [wuˈkuvjɛt͡s]) est un village polonais de la gmina de Karczew dans le powiat d'Otwock de la voïvodie de Mazovie dans le centre-est de la Pologne.
Il se situe à environ à 7 kilomètres au Sud-Est de Karczew (siège de la Gmina), 10 km au sud d'Otwock (siège du powiat) et à 29 km au Sud-Est de Varsovie (capitale de la Pologne).
Le village compte approximativement une population de 1 000 habitants.

## Histoire
De 1975 à 1998, le village appartenait administrativement à la voïvodie de Varsovie.